# Il vampiro (racconto)
Il vampiro (The Vampyre) è un racconto breve scritto da John Polidori pubblicato nel 1819.
Fu pubblicato per la prima volta il 1º aprile 1819 da Henry Colburn sulla rivista New Monthly Magazine. Erroneamente il racconto fu attribuito a Lord Byron, nonostante le pronte smentite di quest'ultimo e ciò portò Goethe ad affermare che si trattava di uno dei migliori lavori del Lord inglese.  Ebbe comunque un immediato successo in Europa, soprattutto in Germania dove fu tradotto nello stesso anno, un po' meno in Inghilterra a causa della falsa attribuzione a Byron. Anche nella prima edizione italiana, Udine 1831, Il Vampiro risultava come novella di Lord Byron. Polidori riuscì a trasformare il vampiro del folklore nella forma che oggi è più conosciuta, ovvero quella del demone aristocratico che cerca le sue prede nell'alta società.

## Genesi della storia
Nel maggio del 1816, ricordato come l'anno senza estate, in quel di Ginevra Lord Byron, accompagnato dal medico Polidori, invitò a Villa Diodati Percy Bysshe Shelley, la sua compagna nonché futura moglie Mary Wollstonecraft Godwin e Claire Clairmont, sorellastra di Mary e all'epoca amante di Byron. A causa della pioggia incessante passano il tempo leggendo storie di fantasmi, come le Fantasmagoriana o il romanzo Vathek di William Beckford, finché Byron propone di fare una gara a chi riuscirà a scrivere il racconto di paura più bello. Soltanto due riescono a portare a termine la sfida: Mary scriverà il suo celebre romanzo Frankenstein e Polidori, partendo da un frammento di una storia di Byron, porterà a termine Il Vampiro.

## Trama
Aubrey, un giovane inglese di buona famiglia, incontra Lord Ruthven, un uomo di origini misteriose che si fa strada nella società londinese. Aubrey accompagna Ruthven a Roma, ma lo abbandona dopo che questi seduce la figlia di una comune conoscenza. Aubrey si reca quindi in Grecia, dove incontra Ianthe, la figlia di un oste, la quale parla ad Aubrey delle leggende del vampiro. Poco dopo Ruthven arriva nel paesino greco e Ianthe viene uccisa da quello che sembra essere un vampiro. Aubrey non collega assolutamente Ruthven con l'omicidio e si unisce a lui per il seguito dei suoi viaggi. I due vengono attaccati dai banditi, nello scontro Ruthven viene ferito a morte, e prima di morire, fa giurare a Aubrey che non menzionerà la sua morte o qualsiasi altra cosa inerente a lui per il periodo di un anno e un giorno.
Aubrey torna a Londra e rimane stupito nell'incontrare Lord Ruthven, vivo e vegeto, sotto il nome di Conte di Marsden. Ruthven ricorda allora ad Aubrey del suo giuramento. È poco dopo quest'incontro che Ruthven conosce e fa la corte alla sorella di Aubrey mentre questi, impotente nel proteggere la sorella, cade in depressione, vittima di un esaurimento nervoso. La sorella di Aubrey e Lord Ruthven si fidanzano ufficialmente; la data delle nozze è fissata per il giorno in cui termina il giuramento. Poco prima del matrimonio, Aubrey scrive una lettera alla sorella, chiedendogli di ritardare il matrimonio. La missiva però non arriva per colpa del medico di Aubrey ed i due si sposano. Scaduto il giuramento Aubrey rivela la verità ai Tutori e muore ma questi non riescono a salvare la sorella: durante la prima notte di nozze, la sorella di Aubrey viene scoperta morta, prosciugata dal suo sangue, mentre Ruthven è svanito nel nulla.

## Personaggi
- Lord Ruthven, Conte di Marsden - un nobile inglese, il vampiro
- Aubrey - un giovane gentiluomo
- Ianthe - una giovane donna greca di cui Aubrey si innamora
- la sorella di Aubrey - futura sposa del Conte di Marsden (alias Lord Ruthven)